# Conus anaglypticus
Conus anaglypticus é uma espécie de gastrópode do gênero Conus, pertencente à família Conidae.